# Stanisław Konstanty Pietruski
Stanislaw Konstanty Pietruski (né le 11 mars 1811 à Podhorodce et décédé le 28 janvier 1874 à Zarwanica) est un zoologiste, biologiste, ornithologue et pomologue polonais spécialisé dans la faune des Carpates. En 1833, il fonde le premier zoo polonais dans sa région d'origine de Podhorce.

## Biographie
Dans les années 1828-1830, Stanislaw Pietruski étudie les sciences naturelles à l'Université de Lviv avec Aleksandra Zawadzkiego puis poursuit ses études en Allemagne.
Il s'installe à Podhorodce. De 1833 à 1848, il fonde et maintient une ménagerie contenant 500 espèces, principalement de faune polonaise, et qui, de l'avis de Alfred Edmund Brehm est le plus grand zoo privé de l'époque. Il est probablement le premier à détenir un Vison d'Europe (Mustela lutreola) en captivité, ce dont il est très fier car « Linné et Buffon n'ont jamais pu en voir un vivant ». Il effectue des recherches sur la biologie et la psychologie des animaux. En 1848, la destruction d'une grande partie de ses collections zoologiques par un incendie le conduit à se consacrer principalement à la recherche dans le domaine de l'horticulture et de l'agriculture. 
Il collabore avec Alfred Brehm, Maksymilian Nowicki et Lorenz Oken. 
De 1867 à 1869, il est directeur du verger de la société agro-horticole de Lviv. Il est notamment membre de l'Académie polonaise des arts et sciences, de la Société scientifique de Cracovie et de l'Académie allemande des sciences Leopoldina.

## Recherches
Stanisław Konstanty Pietruski est l'auteur de 53 publications, y compris :
- Wykaz ptaków galicyjskich, 1840[1]
- Główne początkowe zasady i określenia nauk przyrody a szczególniej zoologii powszechnej [w] : Przegląd Naukowy, 1846
- Historya naturalna zwierząt ssących dzikich galicyjskich, 1853, Lviv[3]
- Historya naturalna i hodowla ptaków zabawnych i użytecznych, 4 tomes 1860-1866, Lviv[3]
- O niektórych rzadszych krajowych zwierzętach ssących, 1869, Lviv[3]
- Krótki pogląd na rozwój ogrodnictwa w Europie ze szczególnym uwzględnieniem tej sztuki w Polsce, [w] ; Gazeta Narodowa, 1869